# Sandra de Sá

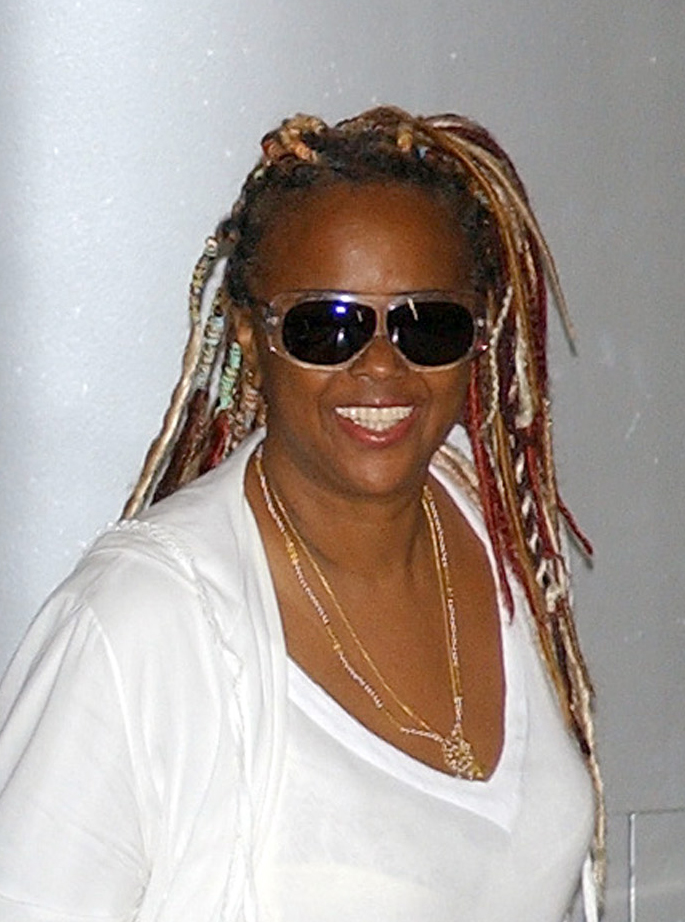
Sandra de Sá

Sandra de Sá (* 27. August 1955 in Rio de Janeiro) ist eine brasilianische Sängerin und Komponistin.

## Leben
Sandra de Sá wuchs im Stadtteil Pilares von Rio de Janeiro in einer Musikerfamilie auf. In ihrer Kindheit besuchte sie gerne Karnevals- und Tanzveranstaltungen. In den 1970er Jahren begann sie zu singen und zu komponieren. 1980 nahm sie mit ihrer Komposition Demônio colorido am Festival MPB-80 von TV Globo teil und nahm ihre erste Schallplatte Sandra Sá auf. In den 1980er Jahren erschienen eine Reihe von Produktionen, unter denen besonders die Titel Vale Tudo (mit Tim Maia), Bye Bye Tristeza und Enredo do Meu Samba (die Titelmelodie der Telenovela Partido Alto von TV Globo) sehr erfolgreich waren. Stilistisch gab es in ihrer Musik einen Wechsel hin zu Funk und Soul. Zurzeit besteht ihr Repertoire hauptsächlich aus eigenen Kompositionen und solchen anderer Musiker wie Carlinhos Brown oder Herbert Vianna.

## Diskographie
- Demônio colorido, 1980, LP
- Sandra Sá, 1982, LP
- Vale tudo, 1983, LP
- Sandra!, 1990, LP
- Lucky!, 1991, LP
- D'Sá, 1993, CD
- Olhos coloridos, 1995, CD
- A lua sabe quem eu sou, 1996, CD
- Eu sempre fui sincero, você sabe muito bem, 1998, CD
- Momentos que marcam demais, 2000, CD
- Pare, olhe, escute - Sandra de Sá traduz os sucessos da Motown, 2002, CD
- Musica Preta Brasileira, 2003, CD
- AfricaNatividade – Cheiro de Brasil, 2009, CD
- AfricaNatividade 30 Anos ao Vivo, 2011, CD